# 余一龍
余一龍（1535年—1611年），字汝化，號見田，直隸徽州府婺源縣沱川人，民籍，明朝政治人物。

## 生平
嘉靖三十四年（1555年）乙卯科應天鄉試第一百八名舉人，四十四年（1565年）中式乙丑科進士。吏部观政，本年十二月授江山縣知县。隆慶三年（1569年）闰六月擢南京江西道御史。五年四月升湖廣僉事，万历二年（1574年）九月升浙江参议，六年正月擢貴州副使。九年二月升江西右参政，十一年六月升浙江按察使。十二年七月升浙江右布政使。十四年二月升浙江左布政使，本年五月丁父忧，接丁母憂，与弟一鯤守喪六年。服除，十九年五月起补四川左布政使，二十三年（1595年）九月升南京太仆寺卿。二十五年准回籍调理，遂謝病歸，時年六十三。家居修建日涉園，种蔬与花各半，精通青烏之术（风水地理）。在游览登瀛桥時中暑而卒，年七十七。墓在婺源十六都洪源张家田。

## 家族
曾祖余文剡；祖父余瑰；父余時英，母汪氏。兄余一德、余一元、余一儒（庠生），弟余一桂、余一夔、余一鵬、余一鯤（庠生）、余一鴻（縣丞）。